# Federația Națională de Fotbal din Tadjikistan
Federația Națională de Fotbal din Tadjikistan este corpul guvernator principal de fotbal din Tadjikistan.